# Doos (Waischenfeld)

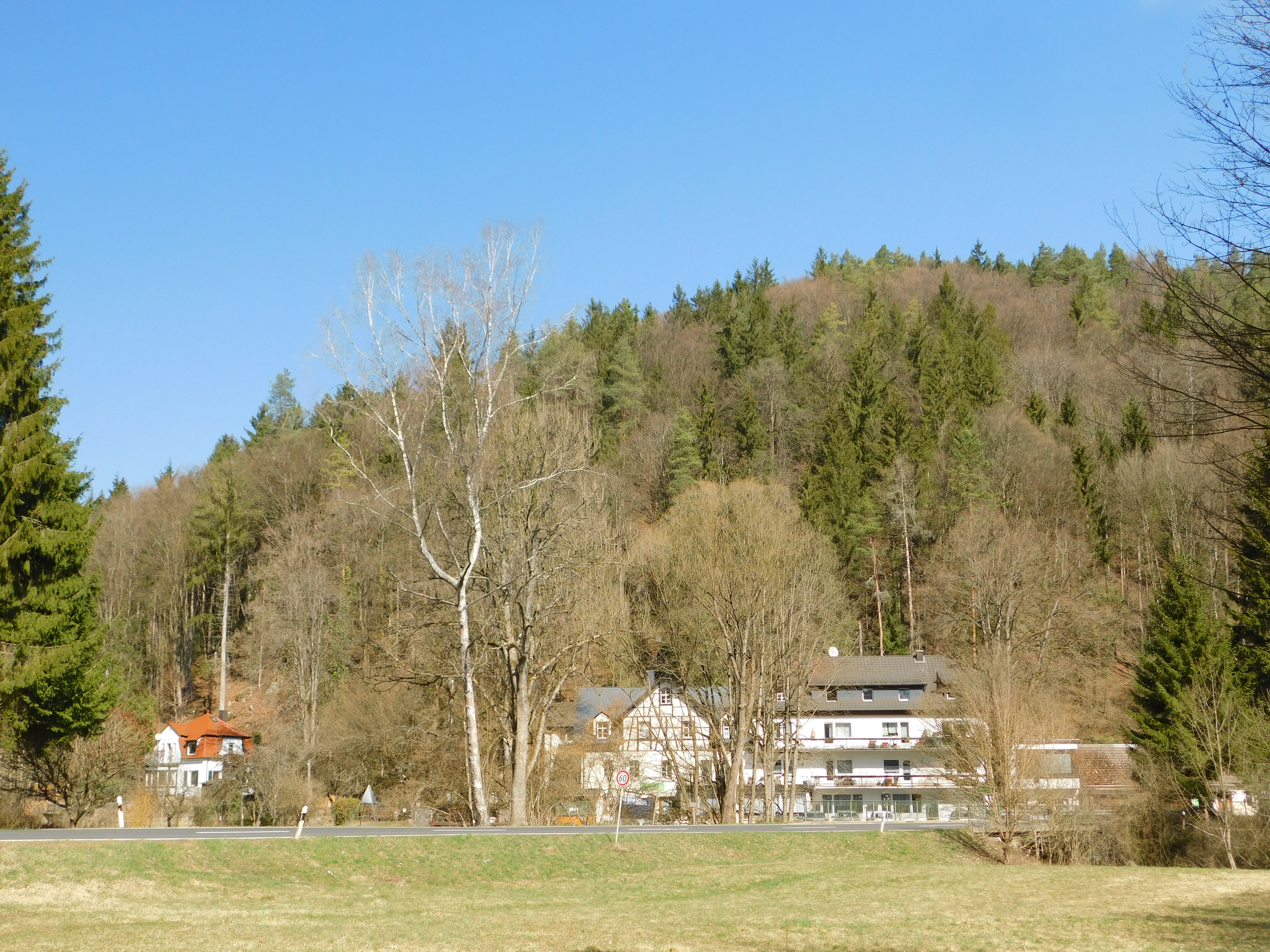
Ortsansicht der Einöde

Doos ist ein Gemeindeteil der Stadt Waischenfeld im Landkreis Bayreuth (Oberfranken, Bayern). Doos liegt in der Gemarkung Gösseldorf.

## Lage
Die Einöde liegt südlich von Waischenfeld und ist über die Staatsstraße 2191 zu erreichen.

## Der Dooser Wasserfall
In Doos mündet die Aufseß in die Wiesent. An diesem Ort bildet die Aufseß einen Wasserfall, der bis um das Jahr 1850 von einer vier Meter hohen Kalktuff-Barriere verursacht wurde. Einige Jahre vorher waren allerdings Bauern aus dem zwei Kilometer südlich gelegenen Engelhardsberg auf den Gedanken gekommen, den die Barriere bildenden Tuff als Baumaterial für die Gewölbedecken von Kuhställen zu verwenden. Dieses Gestein war durch ein vorhergehendes Hochwasser freigeschwemmt worden, wodurch der Abbau des Tuffsteins erleichtert wurde. Infolgedessen wurde die Fallhöhe des einst wuchtigsten Wasserfalls Frankens halbiert und beträgt heute nur noch zwei Meter.

Der von der Aufseß an ihrer Mündung in die Wiesent gebildete Dooser Wasserfall
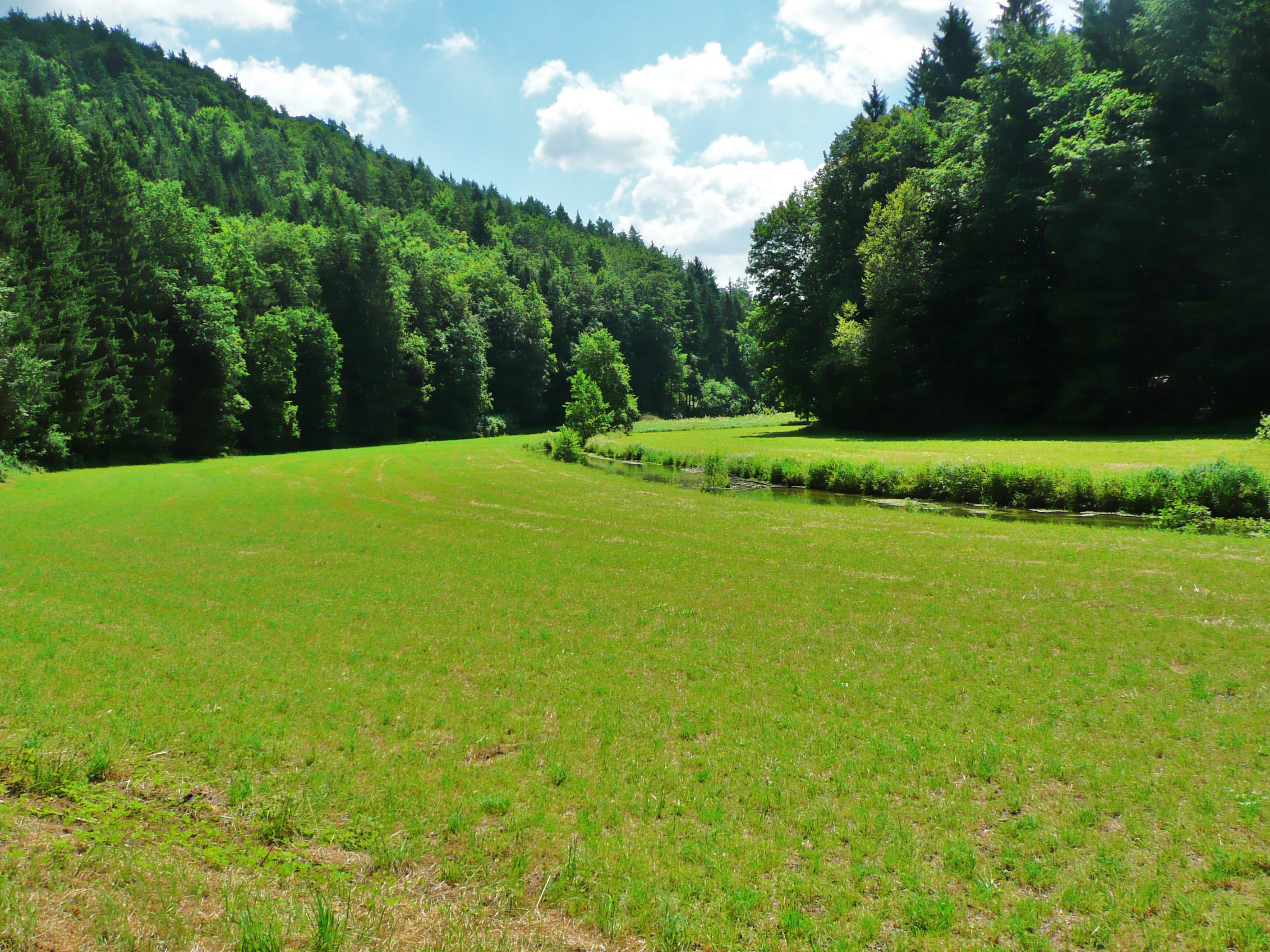
Das Tal der Aufseß ein wenig nordwestlich der Einöde Doos